# تفصص (طب)
التفصص هو خاصية في نواة الخلية لبعض خلايا الدم البيضاء، تكون النواة مجزأة إلى قسمين أو أكثر من الفصوص المتصلة.
| نوع الخلايا       | صورة | صورة | التفصص                                 |
| ----------------- | ---- | ---- | -------------------------------------- |
| الخلايا المتعادلة |      |      | متعددة الفصوص، أي وجود أكثر من فصين    |
| الخلايا الحمضية   |      |      | ثنائية الفصوص، أي وجود اثنين من الفصوص |
| الخلايا القاعدية  |      |      | ثنائية أو ثلاثية الفصوص                |